# La Belle Dame sans Merci (Waterhouse)
La Belle Dame sans Merci (Nederlands: de mooie dame zonder genade) is een schilderij van de Engelse prerafaëlitische kunstschilder John William Waterhouse, gemaakt in 1893, 110 × 81 centimeter groot. Het toont een geharnaste ridder die verleid wordt door een toverfee en daarmee verdoemd wordt tot eenzaamheid. Het schilderij bevindt zich momenteel in het Hessisches Landesmuseum Darmstadt.

## Gedicht van Keats
La Belle Dame sans Merci is een gedicht in twaalf stanzas van de Engelse dichter John Keats. Het geldt als een klassiek gedicht uit de Engelse romantiek. In een loom maar krachtig ritme, met veel herhalingen, verhaalt hij over een beeldschone toverfee die het van nature in zich heeft haar geliefden te vernietigen door hen te verdoemen tot eenzaamheid. De kracht van het gedicht zit hem echter niet zozeer in het thema, maar vooral in de ritmische eenvoud waarmee het verteld wordt. Het laat overal ruimte aan de lezer om de verbeelding te laten spreken en er zelf een eigen invulling aan te geven.
Keats verhaalt van de ontmoeting tussen de ridder en de toverfee:
| I met a lady in the meads, Full beautiful—a faery’s child, Her hair was long, her foot was light, And her eyes were wild. | Ik ontmoette een vrouw in weide, Zo prachtig mooi, een feeënkind, Haar haar was lang, haar tred was licht, En haar ogen waren wild. |

Op slinkse wijze verleidt de toverfee de ridder om haar te kussen:
| She took me to her elfin grot, And there she wept, and sigh’d fill sore, And there I shut her wild wild eyes With kisses four. | Zij bracht mij naar haar elfengrot, Zij weende daar, en zuchtte zwaar; Haar wilde wilde ogen, met kussen vier, Die sloot ik daar. |

Vervolgens valt de ridder in slaap. In zijn droom wordt hij nog gewaarschuwd:
| I saw pale kings and princes too, Pale warriors, death-pale were they all; They cried—“La Belle Dame sans Merci Hath thee in thrall!” | 'k Zag bleke vorsten, prinsen ook, Bleke strijders, allemaal doodsbleek, Ze riepen: 'La Belle Dame sans Merci Heeft jou in haar greep!'. |

Maar het leed is reeds geschied. Als de ridder uit zijn droom ontwaakt is hij alleen. Met een gebroken hart slaat hij aan het zwerven, voor eeuwig, wanhopig op zoek naar zijn geliefde.

## Afbeelding

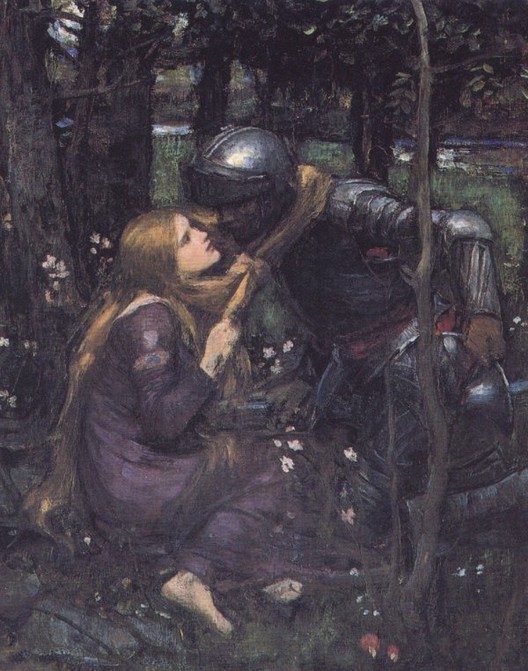
Studie, olieverf op karton, 30 x 35 cm

Waterhouse zoekt in zijn weergave van La Belle Dame sans Merci naar het beslissende moment in het gedicht. De ridder buigt zich gefascineerd naar het opgeheven gezicht van de fee. Ondanks zijn mannelijke kracht en het harnas, die hem fysiek onaantastbaar lijken te maken, blijkt hij weerloos tegen de verleiding. Hij verzinkt in haar ogen en als gehypnotiseerd laat hij zijn lans vallen om zich aan haar over te geven.
Waterhouse creëert een buitengewone spanning door de hoofden van beide figuren elkaar zo dicht te laten naderen, in afwachting van de fatale kus ("With kisses four"). Hun juxtapositie is uitermate expressief en drukt zowel onderlinge aantrekkingskracht als machteloosheid bij de ridder uit. Daarbij is het schilderij sterk erotisch geladen en vol van symboliek. Het tafereel is gesitueerd in een dicht, donker woud, dat symbool staat voor de wijze waarop de ridder moreel verdwaald is en verstrikt is geraakt in de netten van de fee. Op haar mouw draagt de fee een hart, terwijl ze als een slang naar hem toe neigt. De ridder is zichtbaar verloren. De fee heeft hem reeds omstrengeld met haar haren en trekt hem daarmee naar zich toe om er een knoop in te maken. De knoop is hier echter niet bedoeld om de zielen van de twee geliefde voor eeuwig met elkaar te verbinden, maar zal fataal blijken voor de ridder: hij is gedoemd.
Robert Upstone, conservator bij Tate Britain wijst erop dat Waterhouse in dit werk, als vaker in zijn oeuvre, speelt met de archetypisch mannelijke angst voor zijn eigen kwetsbaarheid: "Gesteld tegenover een overweldigende aantrekkingskracht en de innerlijke dwang die daaruit voortvloeit, ervaart de man een psychologisch onbehagen tegenover zijn eigen hulpeloosheid". Ook de titel van het werk, de mooie dame zonder genade, onderstreept veeleisendheid van de vrouw, die wordt neergezet als een dodelijke sirene.
Vladimir Nabokov verwijst in zijn roman Lolita (1955) metaforisch naar dit werk van Waterhouse, om aan te geven hoezeer de hoofdpersoon Humbert Humbert in de ban is geraakt van de jonge Lolita, en zich daar niet meer van los kan maken.

## Andere werken naar het thema
In de tweede helft van de negentiende eeuw was Keats La belle Dame sans Merci een erg populair thema onder Engelse kunstschilders, met name bij de prerafaëlieten, die vaker voor literaire thema's kozen. Het sloot aan bij hun romantisch georiënteerde weerstand tegen de academische kunst die de officiële opleidingscircuits in die tijd nog altijd domineerden. De figuur van "La Belle Dame" bood bovendien alle ruimte om hun esthetisch gewortelde voorliefde voor het schilderen van mooie vrouwen ten toon te spreiden.

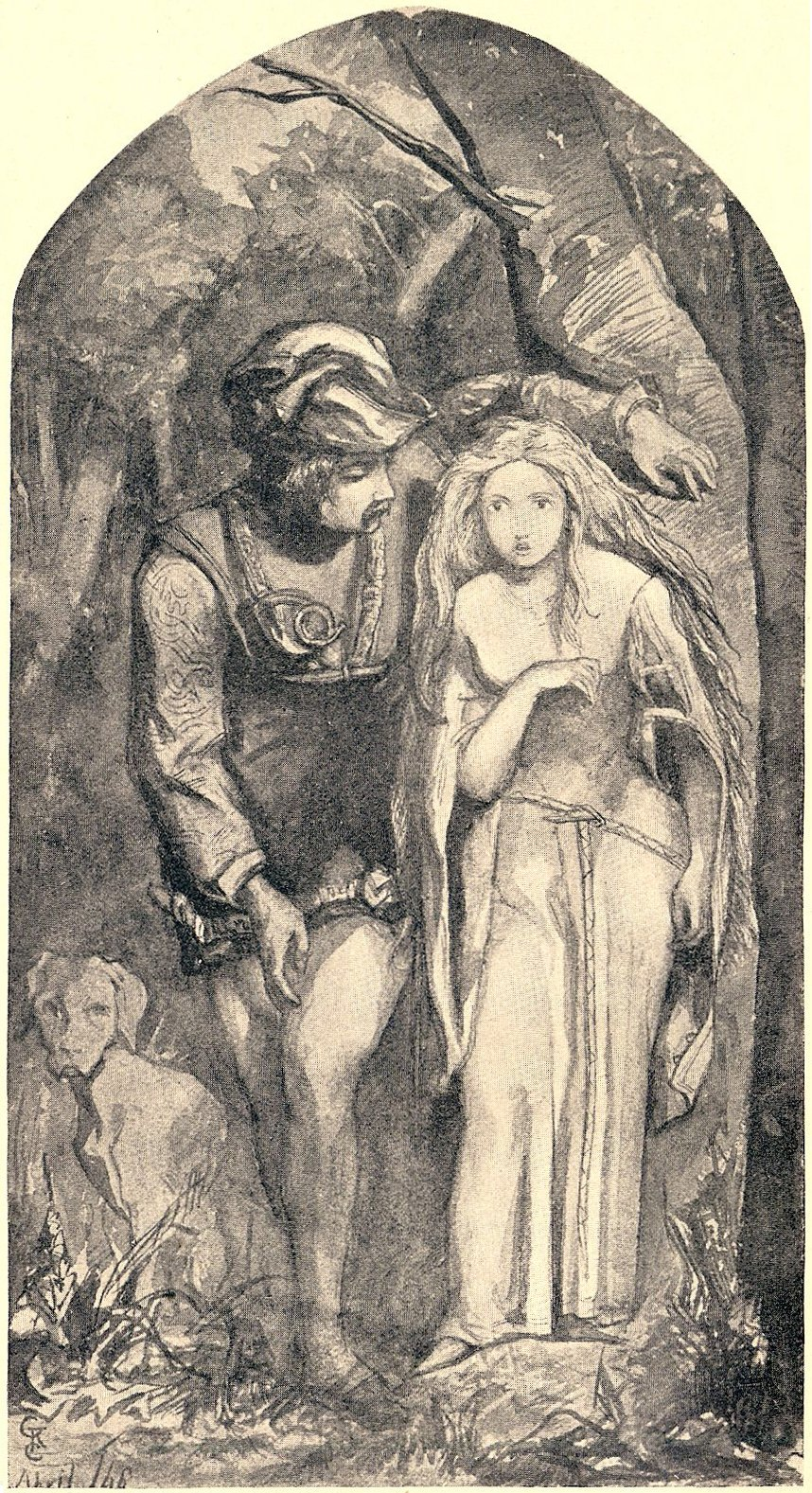
Pentekening door Dante Gabriel Rossetti, 1848
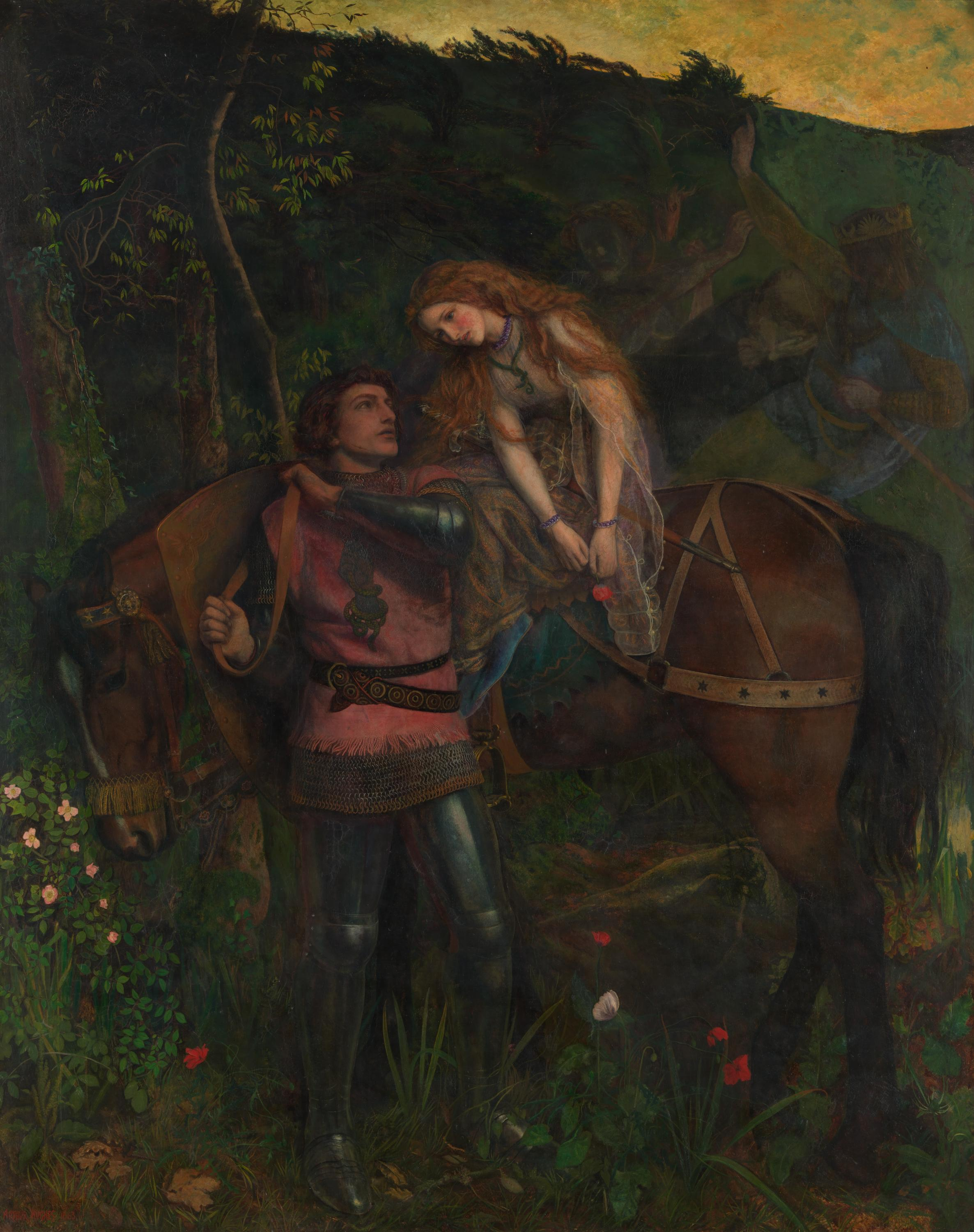
Door Arthur Hughes, ca. 1890
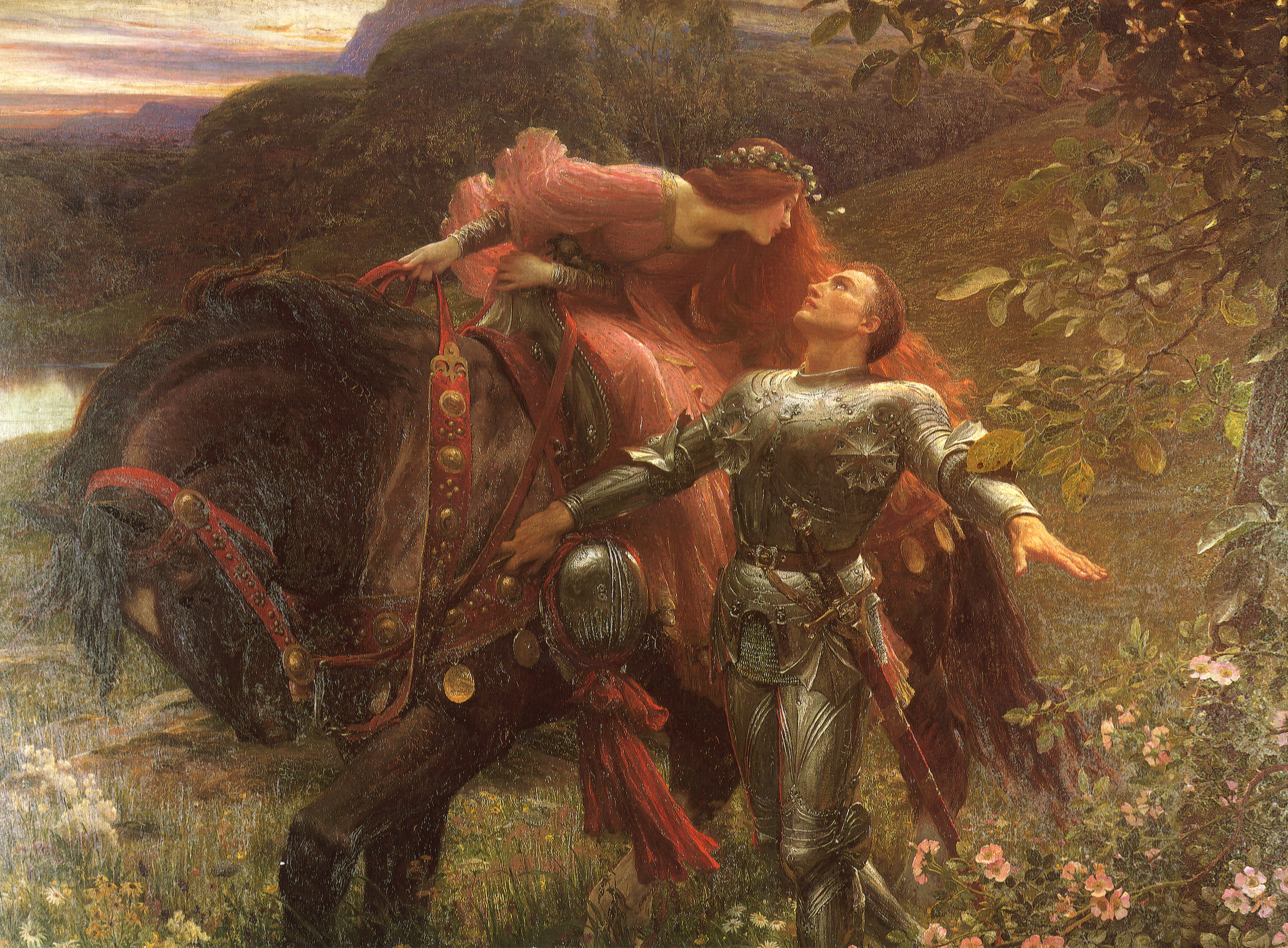
Door Frank Bernard Dicksee, 1901